# Дрогобицька житниця
Дрогобицька житниця (шпихлір) — пам'ятка архітектури національного значення у місті Дрогобич Львівської області.

## Розташування
Житниця знаходиться неподалік від центру міста, за адресою вулиця Грушевського, 16. Охоронний номер пам'ятки: № 380.

## Історія
Кам'яне зерносховище зведене у 1778 році за вказівкою цісаря Австро-Угорської імперії на місці давнішої старостинської комори. Це єдина споруда, що лишилася від комплексу господарських споруд маєтку дрогобицького старости, що розташовувався у цій місцевості. Зерносховище зведене для забезпечення міста запасами зерна на випадок неврожаю чи військових дій.
У 2004 році почалася повільна реставрація пам'ятки, зокрема, було відновлено половину даху, але друга половина обвалилася у 2012 році після зливи з градом. Після цього питання реставрації пам'ятки стало нагальним, до процесу підключилися як громадські організації, так і волонтери.
У 2013 році було підготовлено кошторис реставраційних робіт, з обласного бюджету були виділені кошти на наукові дослідження та інженерне обстеження будівлі. Створено соціально-культурний проект «Культурний простір Шпихлір». У реставрованому приміщенні зерносховища планують створити культурно-мистецький простір, зокрема, відкрити етнографічний музей.

## Опис
Будівля зерносховища зведена у стилі бароко з каменю та цегли. У плані прямокутна, двоповерхова. Вікна невеличкі, пристосовані для вентиляції приміщення, чільний фасад має троє дверей, середні з яких прикрашені скромним рельєфним фронтоном. Дах високий, чотирисхилий, має два яруси слухових вікон та підтримується дерев'яними кронштейнами.
Дрогобицький шпихлір — унікальний приклад господарської споруди XVIII століття, яка збереглася майже в первісному стані. Подібних пам'яток в Україні немає.

## Галерея

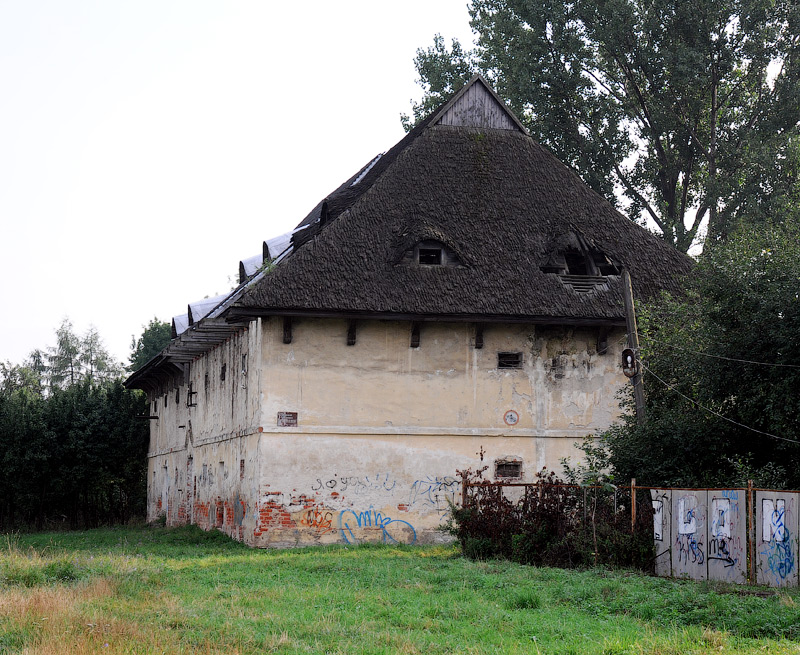
Дрогобицька житниця, вид збоку. 2012 рі
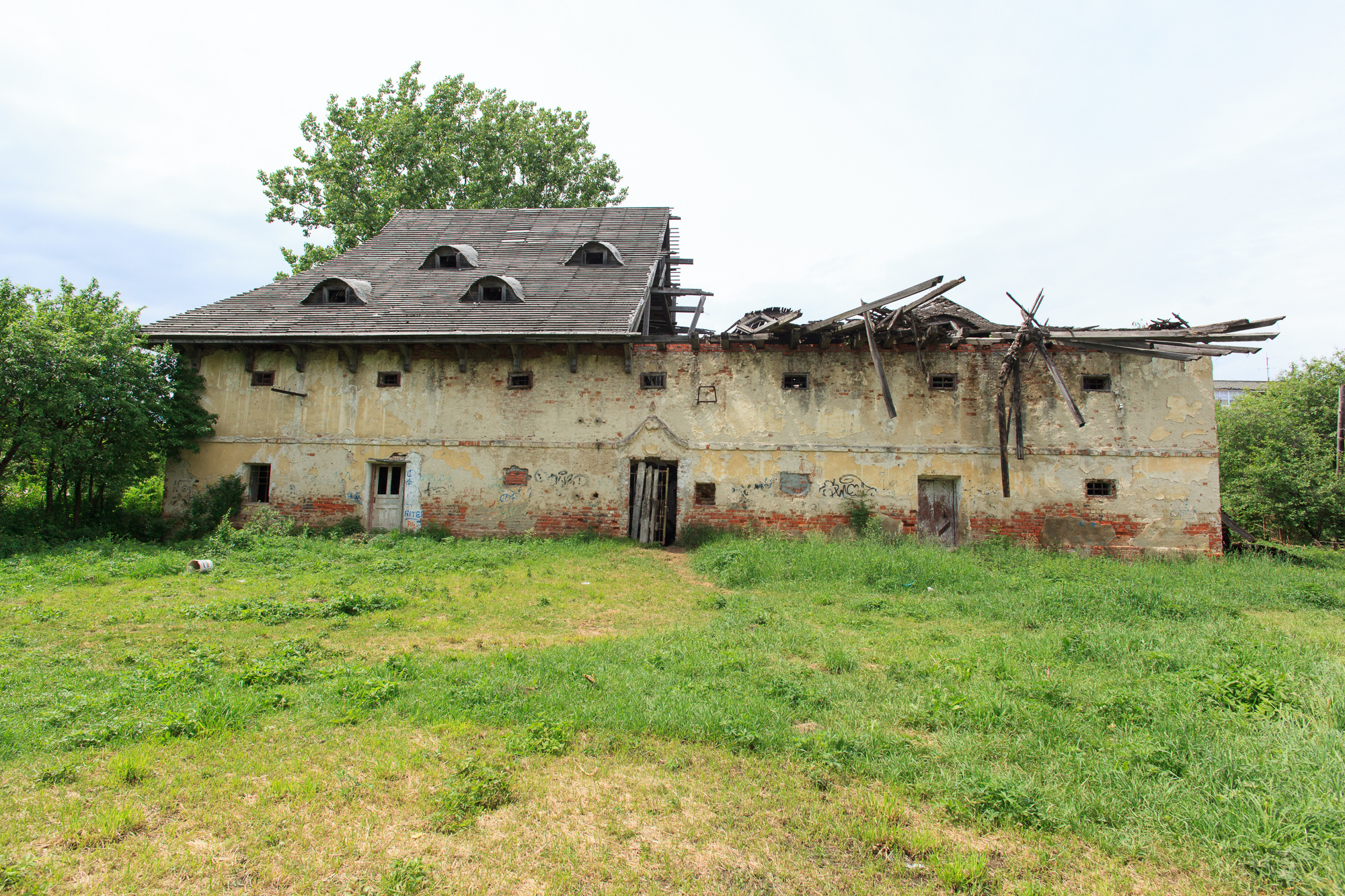
Дрогобицька житниця. 2013 рі